# Hôtel de Sully
L'hôtel de Sully est un hôtel particulier entre cour et jardin de style Louis XIII, situé dans le quartier du Marais, dans le 4e arrondissement de Paris, au 62 rue Saint-Antoine. Il est le siège depuis 1967 du Centre des monuments nationaux.
Bâti en 1625-1630, cet édifice est « encore tourné vers le passé, inféodé qu'il est aux traditions de la Renaissance par la profusion ornementale, la silhouette des pavillons, la place et le type de l'escalier ». Caractéristique des hôtels particuliers parisiens de la première moitié du XVIIe siècle, il est « l'une des demeures les plus accomplies du Marais ».

## Histoire
L'hôtel est construit dans le Marais, qui est alors le lieu de construction privilégié par la noblesse : se multiplient dans les années 1620 les chantiers de grands hôtels particuliers. Celui de l'hôtel de Sully s'inscrit aussi dans la période d'apogée des constructions monumentales du quartier. En 1624, le contrôleur des finances Mesme Gallet achète le terrain. Il est à l’origine de la construction, un an plus tard, de cet hôtel particulier attribué à l'architecte Jean Androuet du Cerceau. La première campagne de construction, de 1625 à 1627, permet l'achèvement du corps de logis, du jardin et de l'orangerie.
Joueur de dés invétéré, Galet perd sa fortune aux jeux. Ruiné, il vend l'hôtel inachevé à Jean Habert de Montmagny, un de ses créanciers, le 4 décembre 1627. Ce dernier le revend le 27 avril 1628 au conseiller d'État Roland de Neufbourg, qui fait terminer les travaux en 1630, à l'exception de l'aile en retour sur le jardin. Le 23 février 1634, Maximilien de Béthune, duc de Sully, conseiller d'Henri IV, alors en disgrâce, achète le bâtiment achevé et entièrement aménagé. Il fait réaliser le décor intérieur (qui subsiste aujourd'hui),. Même si le duc n'habite en pratique que très peu l'hôtel, celui-ci acquiert et conserve alors le nom de Sully, dont la famille possède la résidence jusqu'en 1752.
En 1660, le deuxième duc de Sully acquiert l’hôtel et le fait agrandir en lui rajoutant une aile supplémentaire à l’ouest des logis, dans les jardins. Les travaux sont exécutés par l'entrepreneur Siméon Lambert, peut-être avec l'aide de François Le Vau qui, en reprenant le style architectural des autres bâtiments, créent une certaine homogénéité entre cette aile et le reste de l’hôtel.
Après la Révolution, l'hôtel passe entre les mains de négociants. De 1819 à 1838, il est le campus des étudiants de l'École spéciale de commerce et d'industrie (aujourd’hui renommée ESCP Business School). Le directeur de l'école signe en 1820 un bail avec le joailler Louis-François Radu et son épouse pour louer la majeure partie de l'hôtel de Sully et de son jardin. Les héritiers Radu y font installer une école pour filles en 1856 et les deux sphinges dans la cour.
Au XIXe siècle, à l'instar d'autres hôtels particuliers du Marais, le bâtiment est divisé en appartements et boutiques, la terrasse surmontant le portail étant comblée par une construction liant les deux pavillons d'entrée. L'hôtel est acheté au début des années 1920 par la comtesse Martine de Béhague, qui souhaite le restaurer et commence à en résilier les baux des échoppes et commerces ; elle souhaite également faire démolir la partie ajoutée au-dessus du porche et est prête à « consentir les plus grands sacrifices » pour redonner son lustre au bâtiment. Sa mort en 1939 l'empêchera d'accomplir ce projet. L'État français acquiert l'hôtel en mai 1944 à ses héritiers pour en faire le musée de la Demeure française. Si le changement de régime met un terme au projet, une campagne de restauration profonde, entamée dès 1945 et prolongée jusqu'en 1974, permet de rétablir cette terrasse, de réunifier l'hôtel et son orangerie, divisé en deux parcelles au cours du XIXe siècle, et redonner à l'hôtel une configuration proche de celle de sa construction (le bâti au-dessus du porche est ainsi détruit), malgré des modifications neuves à l'orangerie pour des raisons fonctionnelles.
De 1994 à 2010, l'hôtel de Sully accueille des expositions de photographie pour le compte de la Mission du patrimoine photographique du ministère de la Culture et de la Communication (1994-2000), devenue association Patrimoine photographique (2000-2004) et fusionnée avec la Galerie nationale du Jeu de Paume et le Centre national de la photographie (2004-2010).

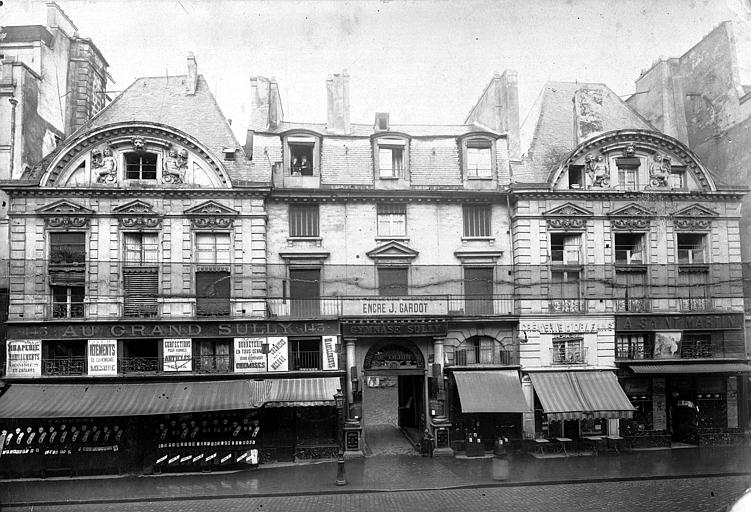
Au début du XXe siècle (Eugène Durand, photographe). Sont reconnaissables la porte cochère et les deux pavillons à soubassement.
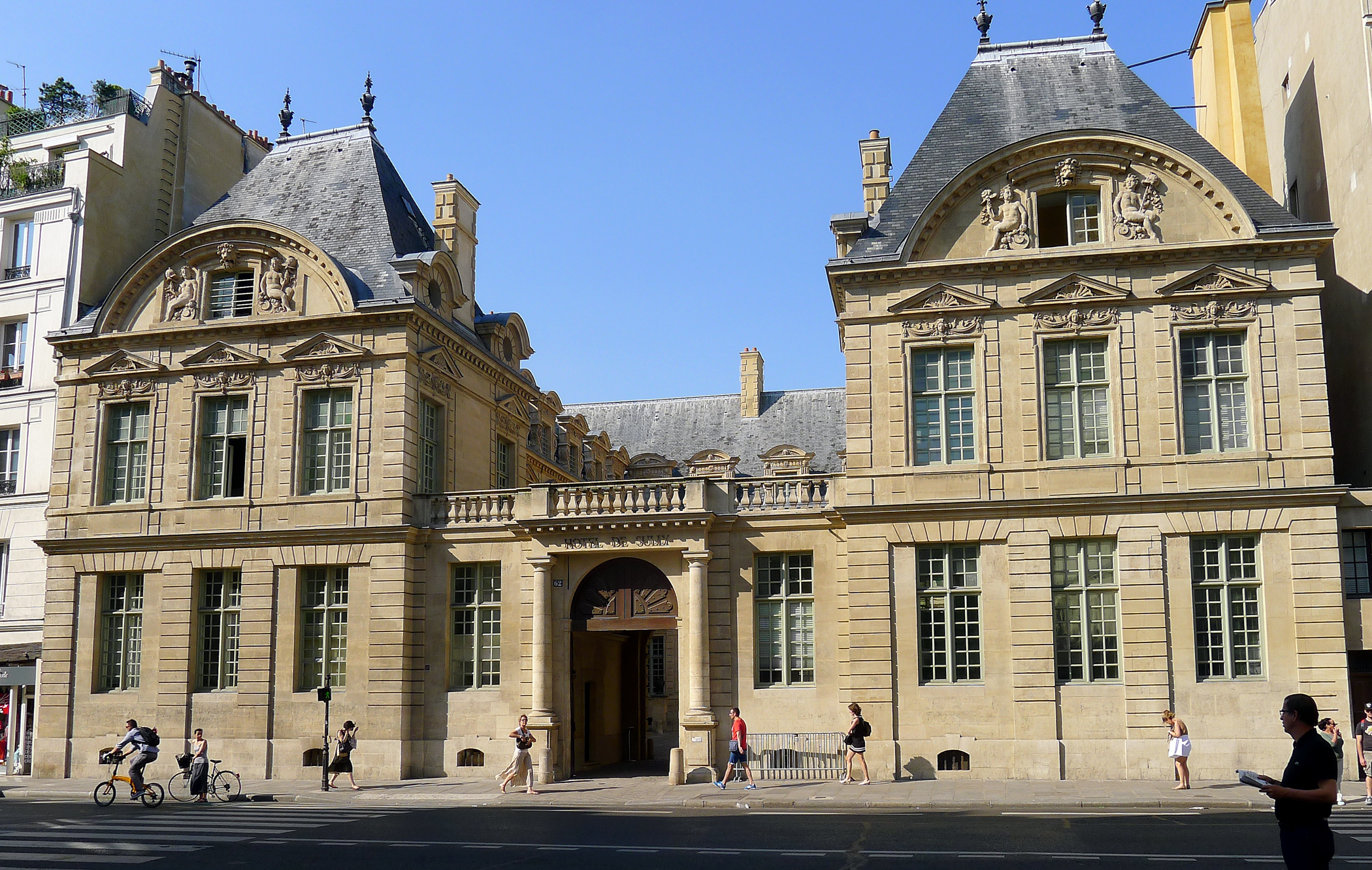
Portail cocher[12], dressé contre un corps bas en terrasse (disposition restituée lors de la restauration en 1950-1970) et qui donne accès à la cour pavée[13].

## Architecture

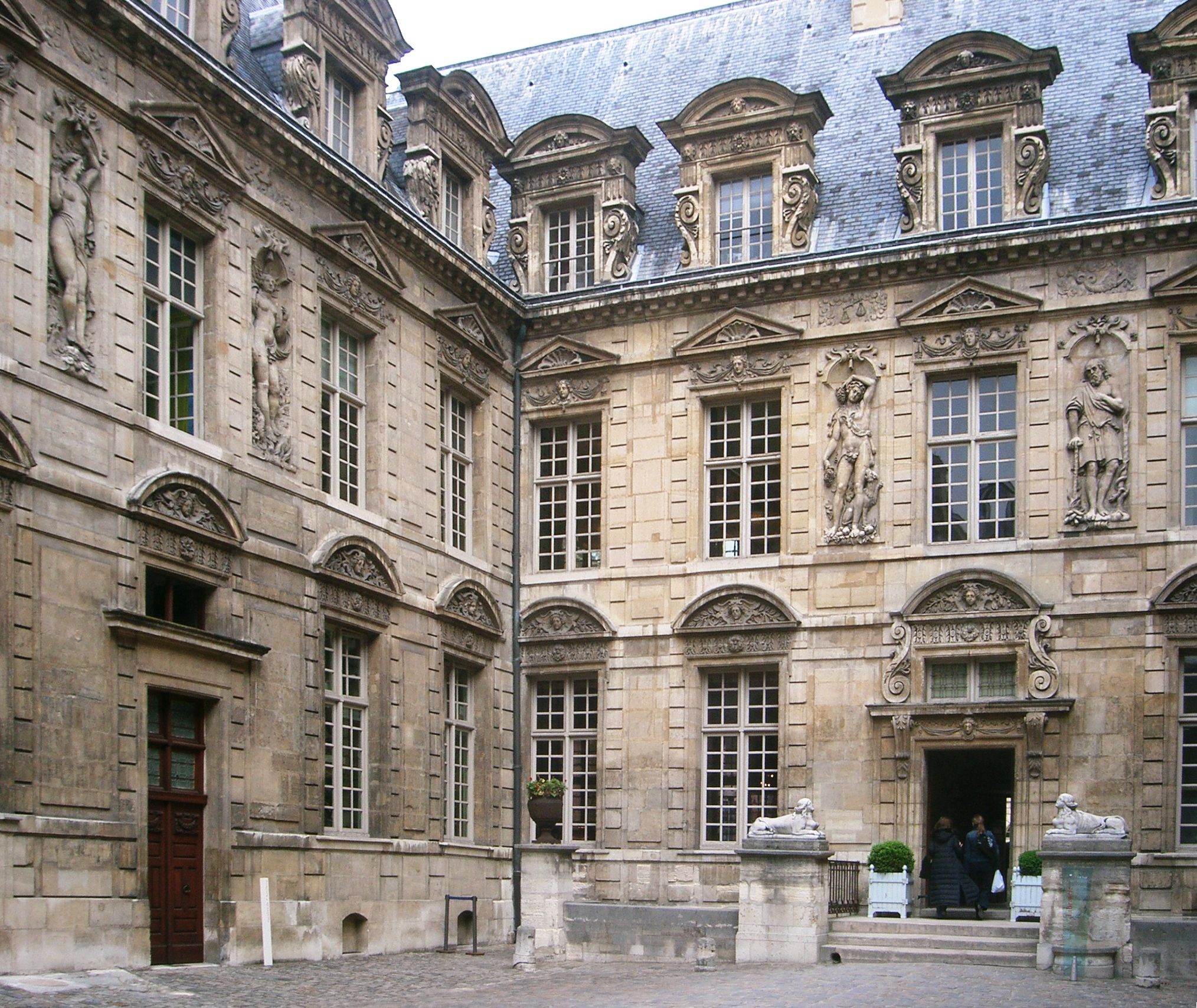
Façades sur cour du corps de logis et d'une aile, rythmées respectivement par cinq et sept travées. L'égalité de hauteur entre ces corps de bâtiment donne une certaine massivité à l'ensemble bâti en pierre de taille avec combles droits à croupes recouverts d'ardoises et percés de lucarnes maçonnées.

L'entrée principale de cet hôtel se trouve au 62 rue Saint-Antoine. On peut également y accéder par une entrée discrète de la place des Vosges.
Il est composé d'un corps de logis centré, entre cour et jardin, dispositif qui caractérise l'hôtel « à la française » et qui existe depuis le Moyen Âge (hôtel de Cluny, palais Jacques-Cœur), mais, innovation du XVIe siècle, il adopte un plan en U avec deux ailes sur cour, terminées par deux pavillons sur rue reliés par une terrasse (comme l'hôtel Carnavalet). Faute de place, il ne dispose pas de deux cours séparées (cour d'honneur et cour de service), mais d'une seule cour sur laquelle donnent les communs (bâtiments de service comprenant les remises à carrosses, écuries, cuisines et offices qui sont rejetés sur la rue et communiquent avec elle). Une courette à fumier, avec l'indispensable puits, complète ce service.
Le registre décoratif des façades sur cour et jardin est très riche, de goût maniériste et d'inspiration Renaissance. Il prend trois voies principales : la sculpture (trumeaux ornés de bas et hauts-reliefs représentant des allégories, alternance de frontons), le jeu du bossage et les ordres d'architecture à l'aspect ostentatoire. Le même goût maniériste se retrouve dans la distribution, avec l'escalier principal placé au centre du logis, dans l'axe de l'entrée, et associé au passage vers le jardin. Le motif qui s'impose au niveau du logis central est le perron amorti par deux grosses piles rectangulaires qui servent également de socle aux deux sphinges gardant une porte entablement surmonté d’une petite fenêtre couronnée d'un fronton curviligne à volutes sur cosses.
Les fenêtres des façades sont réparties sur trois étages. Au rez-de-chaussée, elles sont surmontées de linteaux droits ornés de rosaces encadrées de palmettes, et couronnées de frontons curvilignes dans lequel apparaissent des têtes de femmes (coiffées à la mode du temps de Louis XIII) entourées de feuillages et de fruits. Au bel étage, les linteaux sont ornés de têtes de femmes plus classiques, émergeant d'un gros collier de perles, et qui sont cantonnées par des draperies pendantes soutenues par des patères. Au centre des frontons triangulaires, sont inscrits des coquilles Renaissance. Les grandes lucarnes, flanquées d'ailerons à grandes feuilles, reprennent le même décor que celui du rez-de-chaussée, avec un motif ornemental supplémentaire à l'extrémité des linteaux, des têtes de divinité.

## Galerie

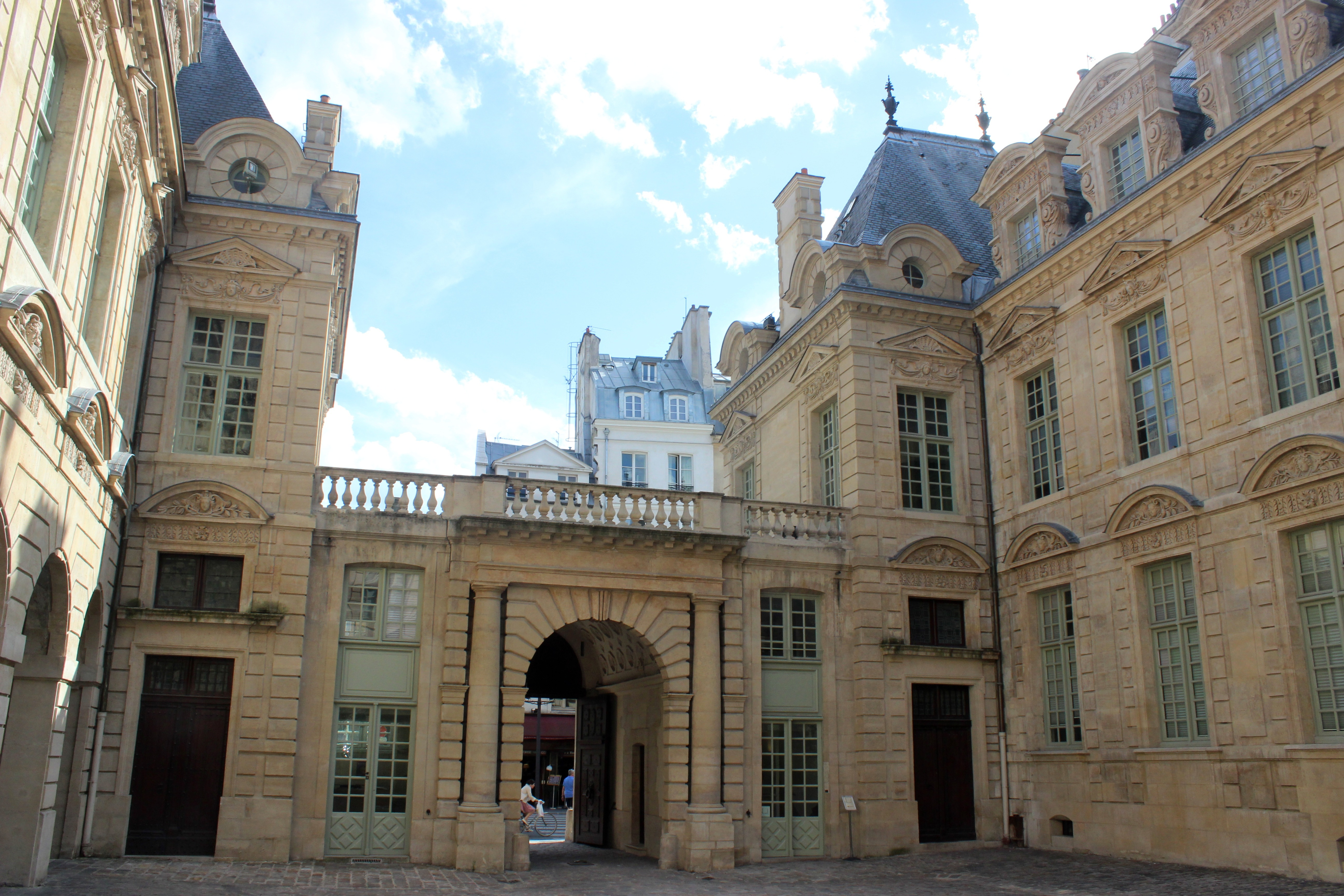
Cour de l'hôtel, vue vers le sud avec le revers du portail orné de deux colonnes toscanes nichées[18].
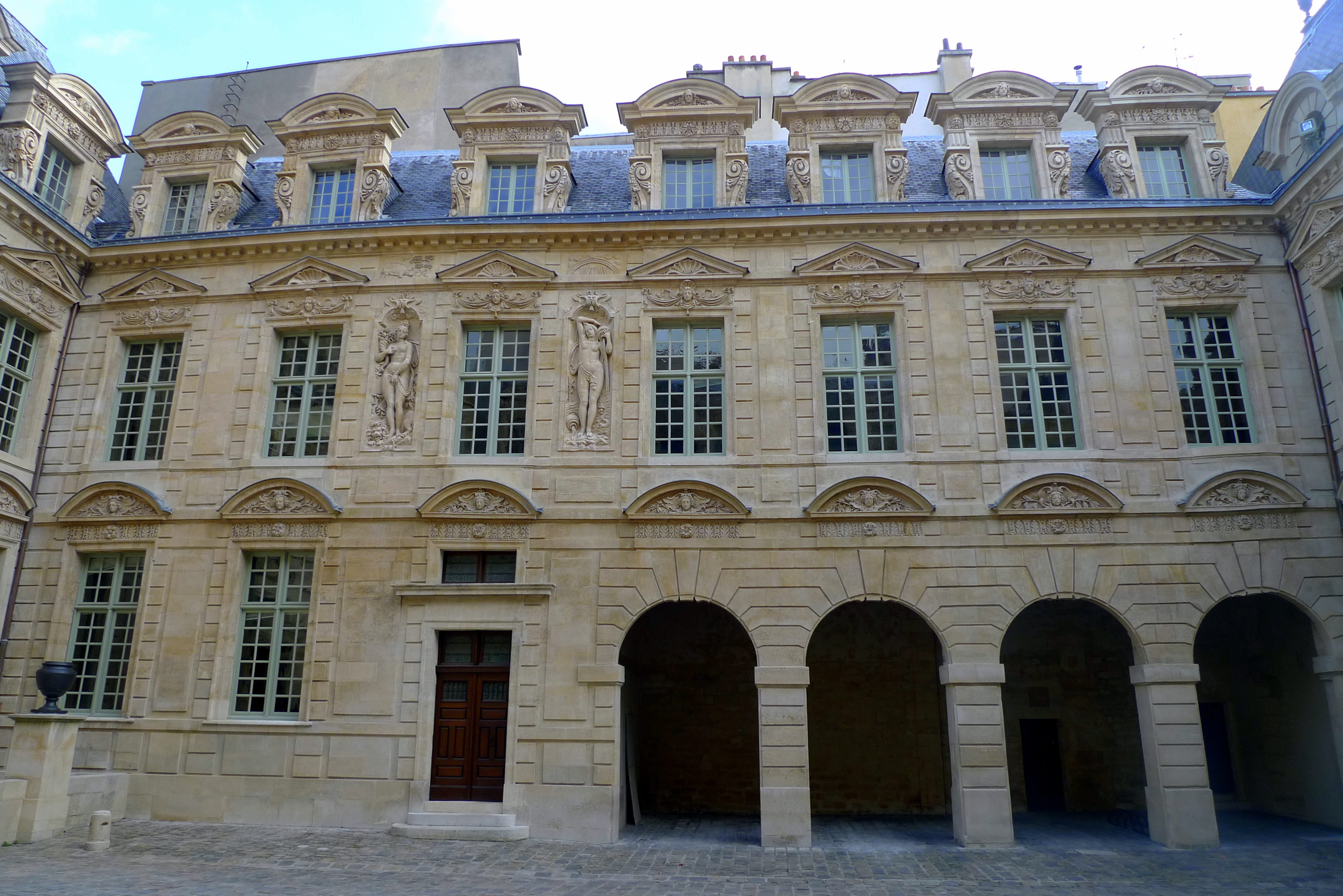
À droite, l'aile comporte quatre arcades, jadis à usage de remises à carrosses[19].
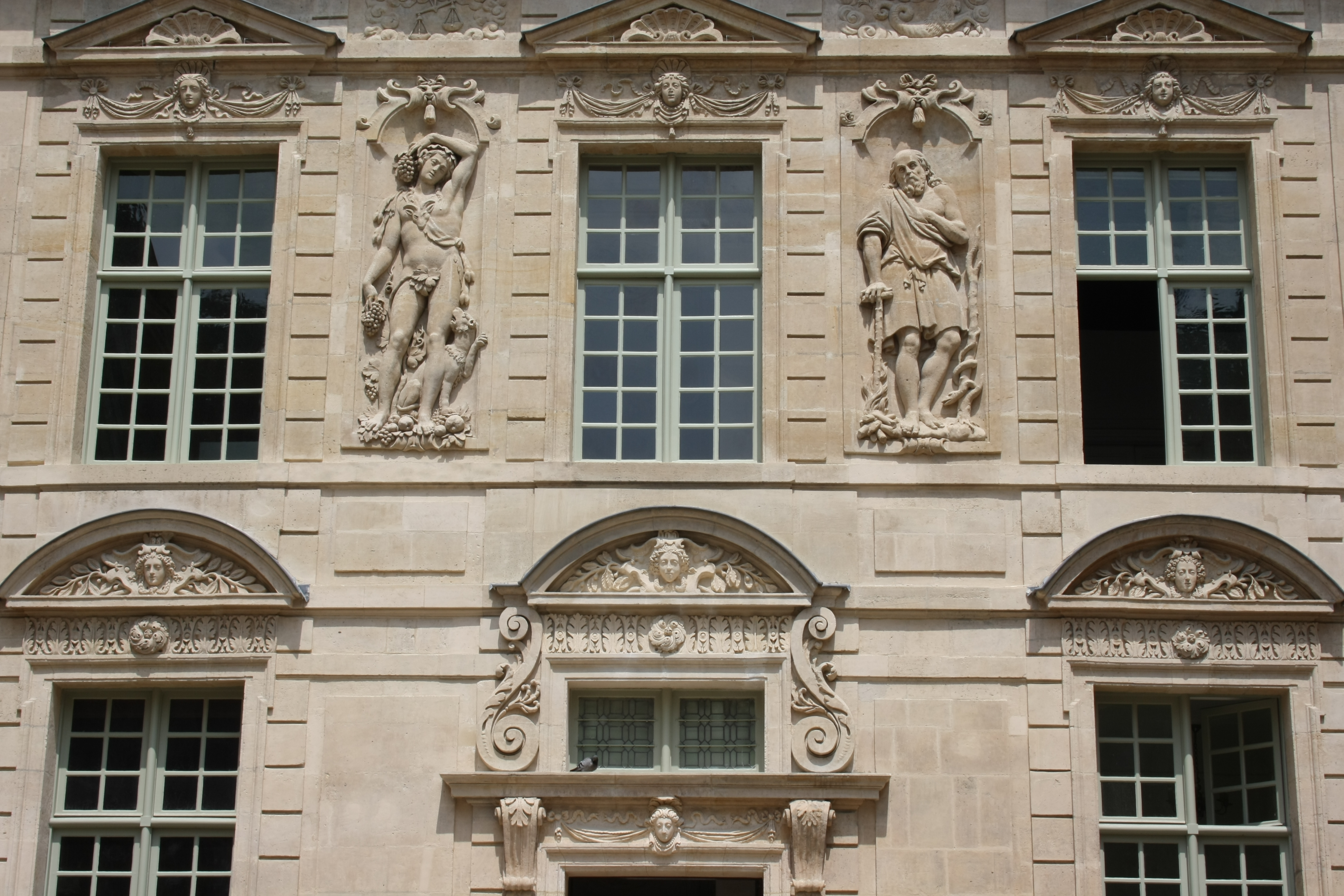
Deux des allégories des quatre saisons[20] : l'Automne[21] et l'Hiver[22].
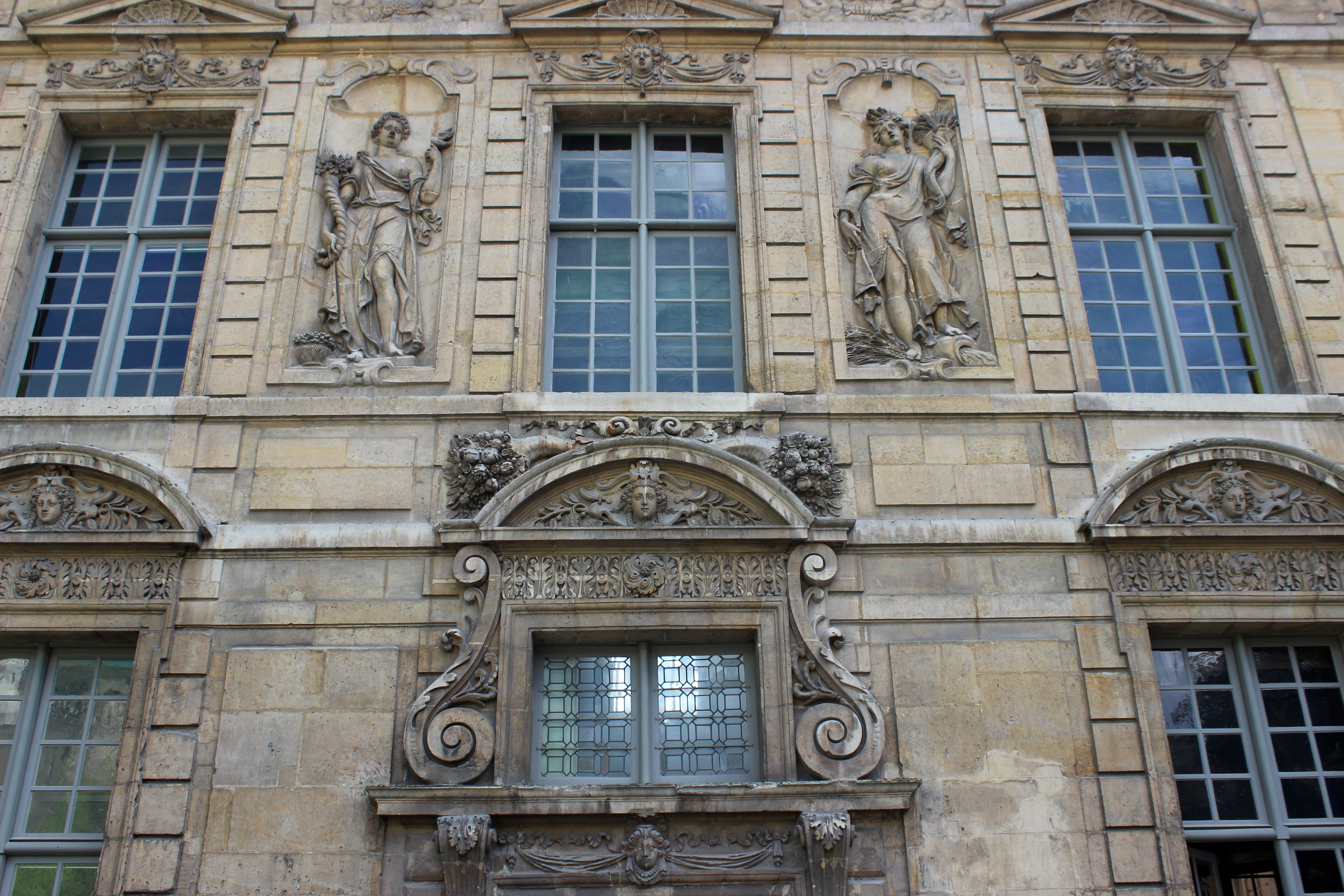
Deux autres saisons sur la façade côté jardin : le Printemps[23] et l'Été[24].
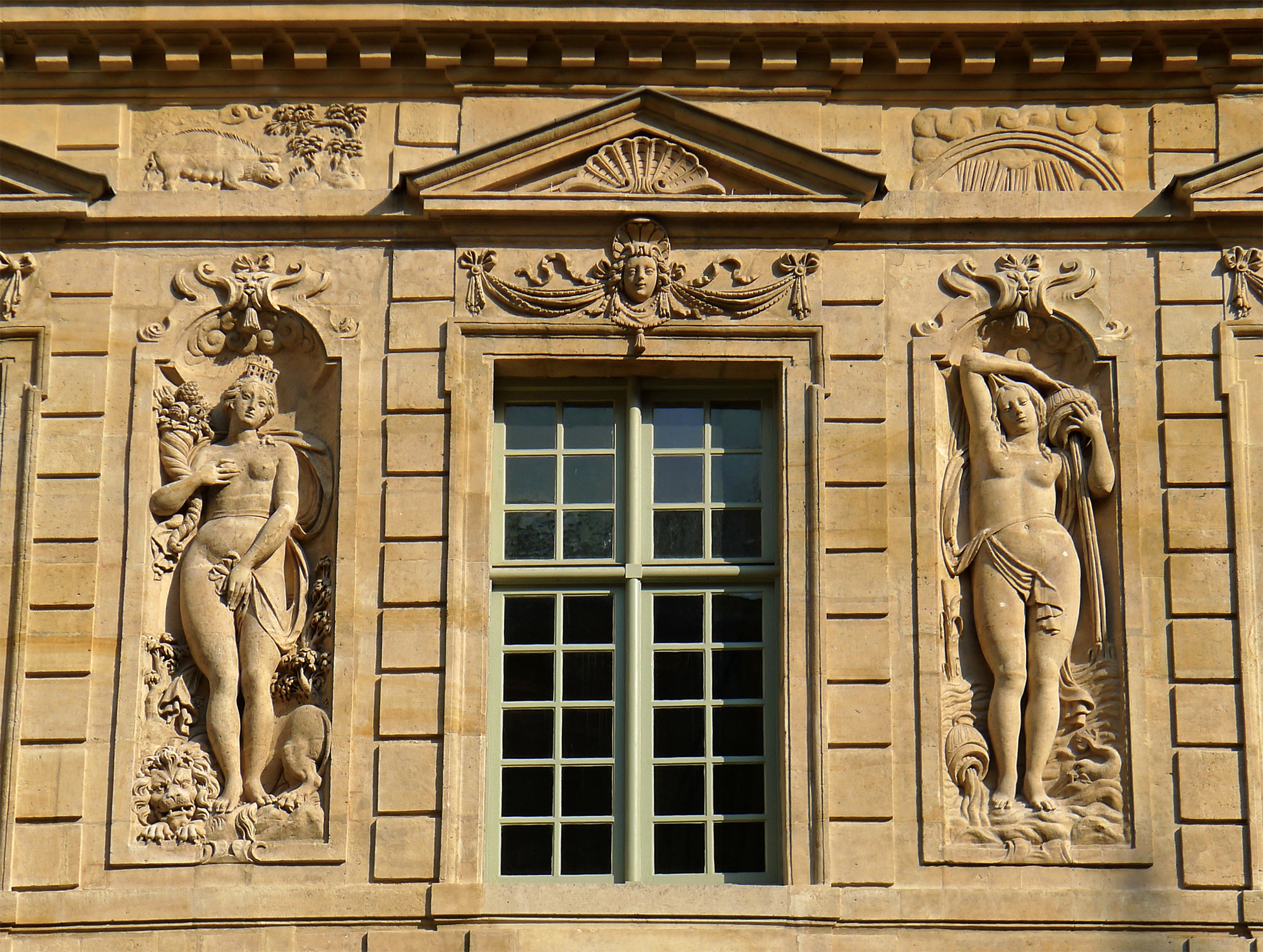
Les sculptures[25] dans les fausses niches des ailes du corps de logis représentent les allégories des Quatre éléments, ici la Terre et l'Eau[26].
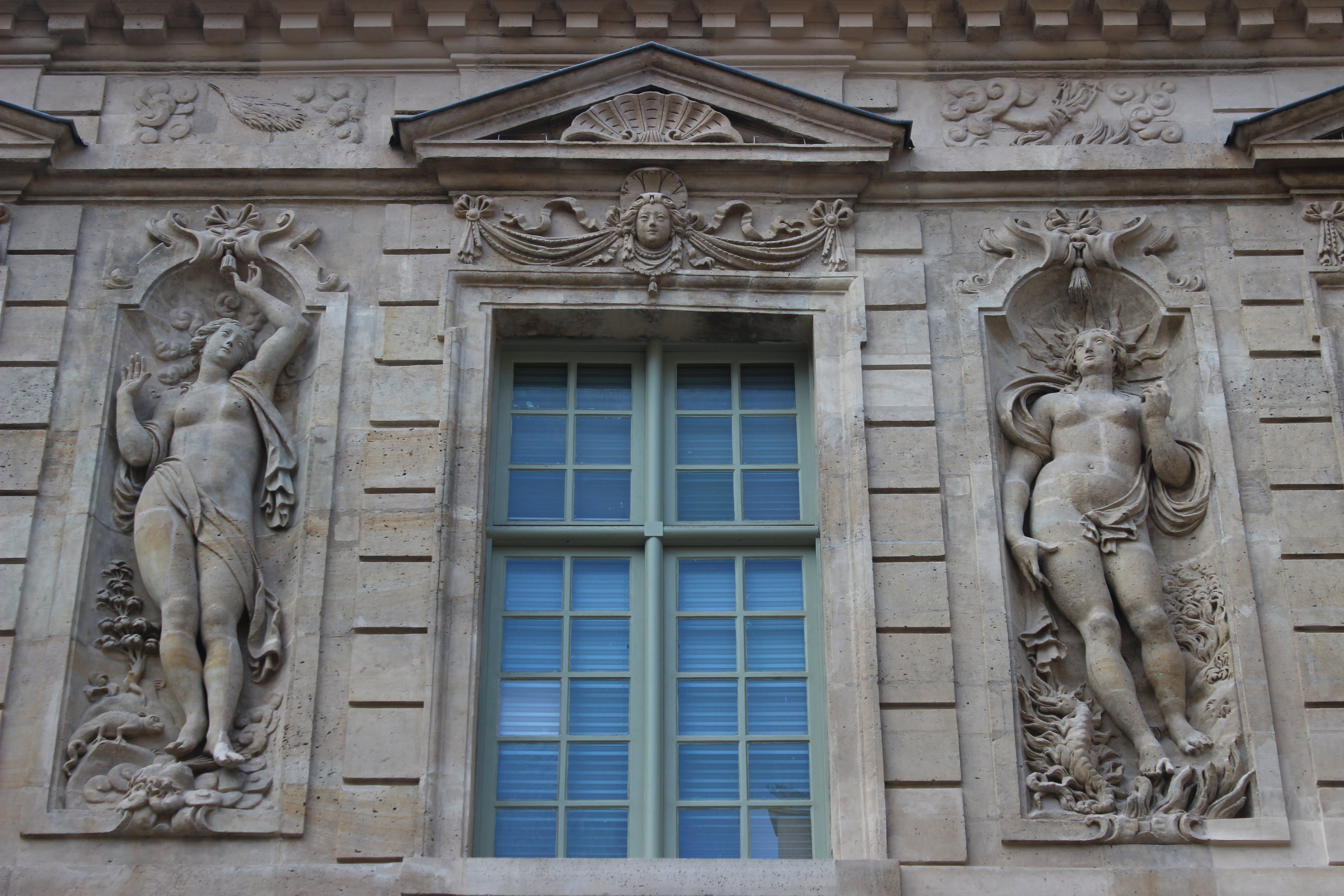
Les deux autres allégories en face : l'Air et le Feu[27].
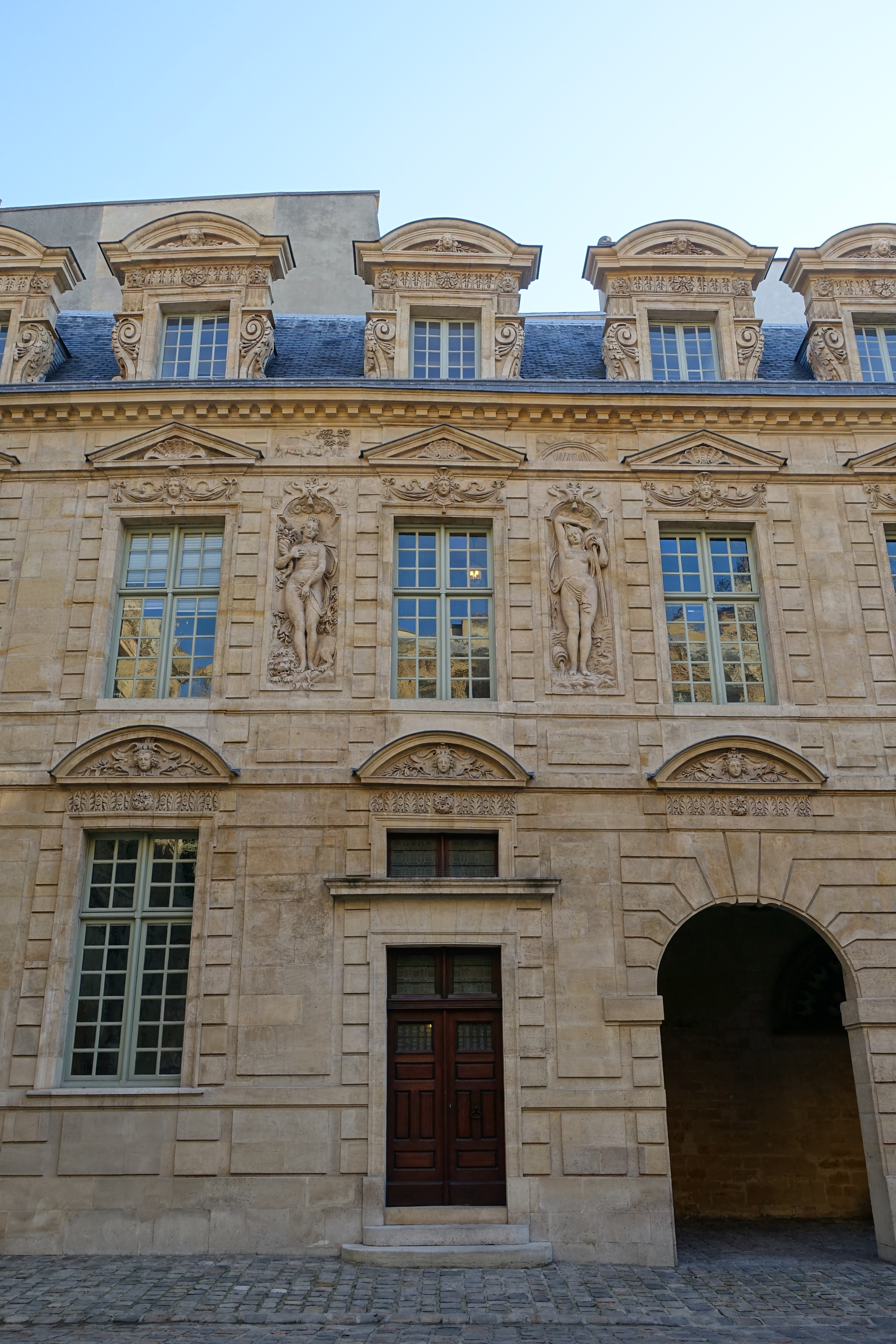
Détail de la galerie est, sur cour.
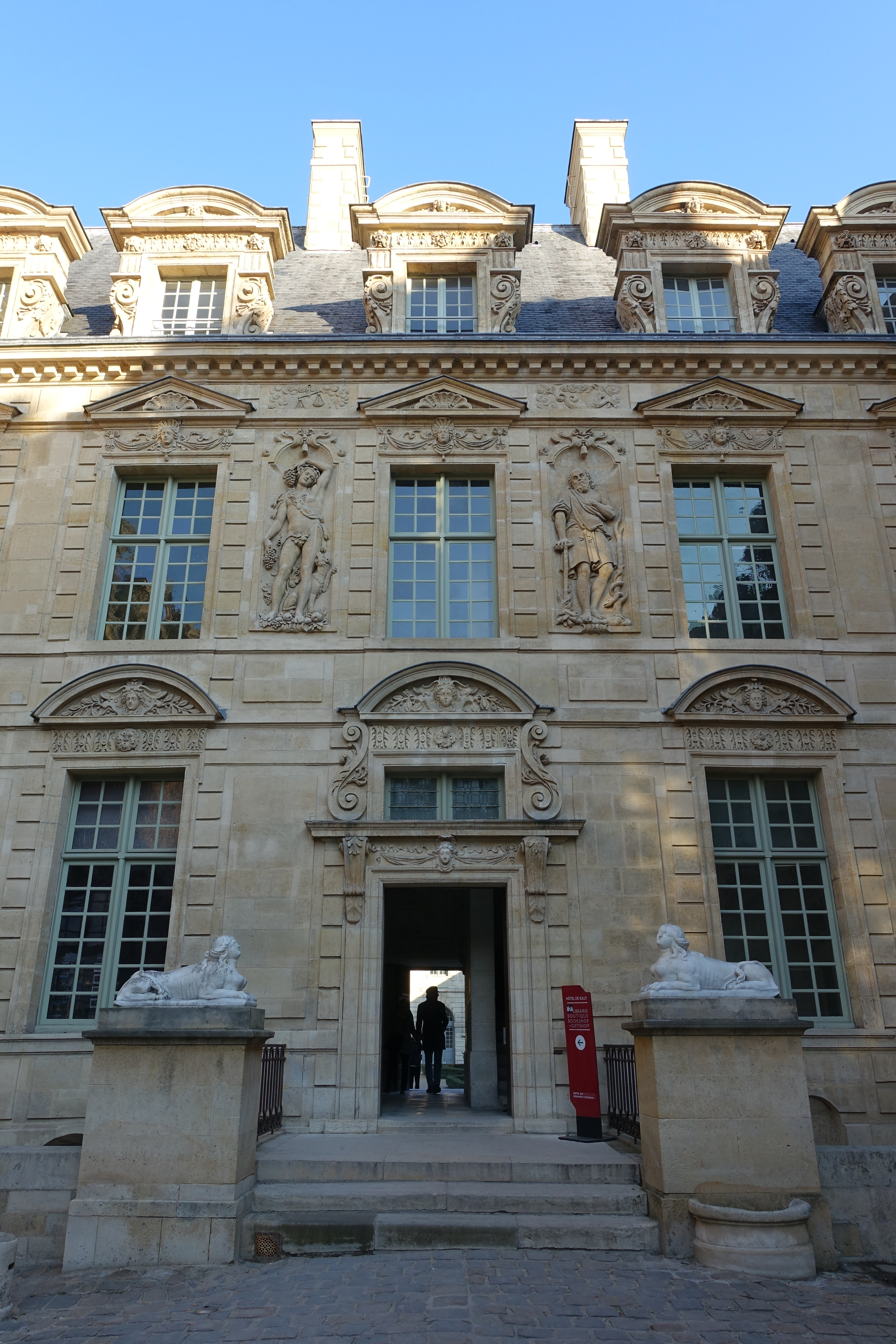
Formule du perron passant au-dessus d'un saut de loup.
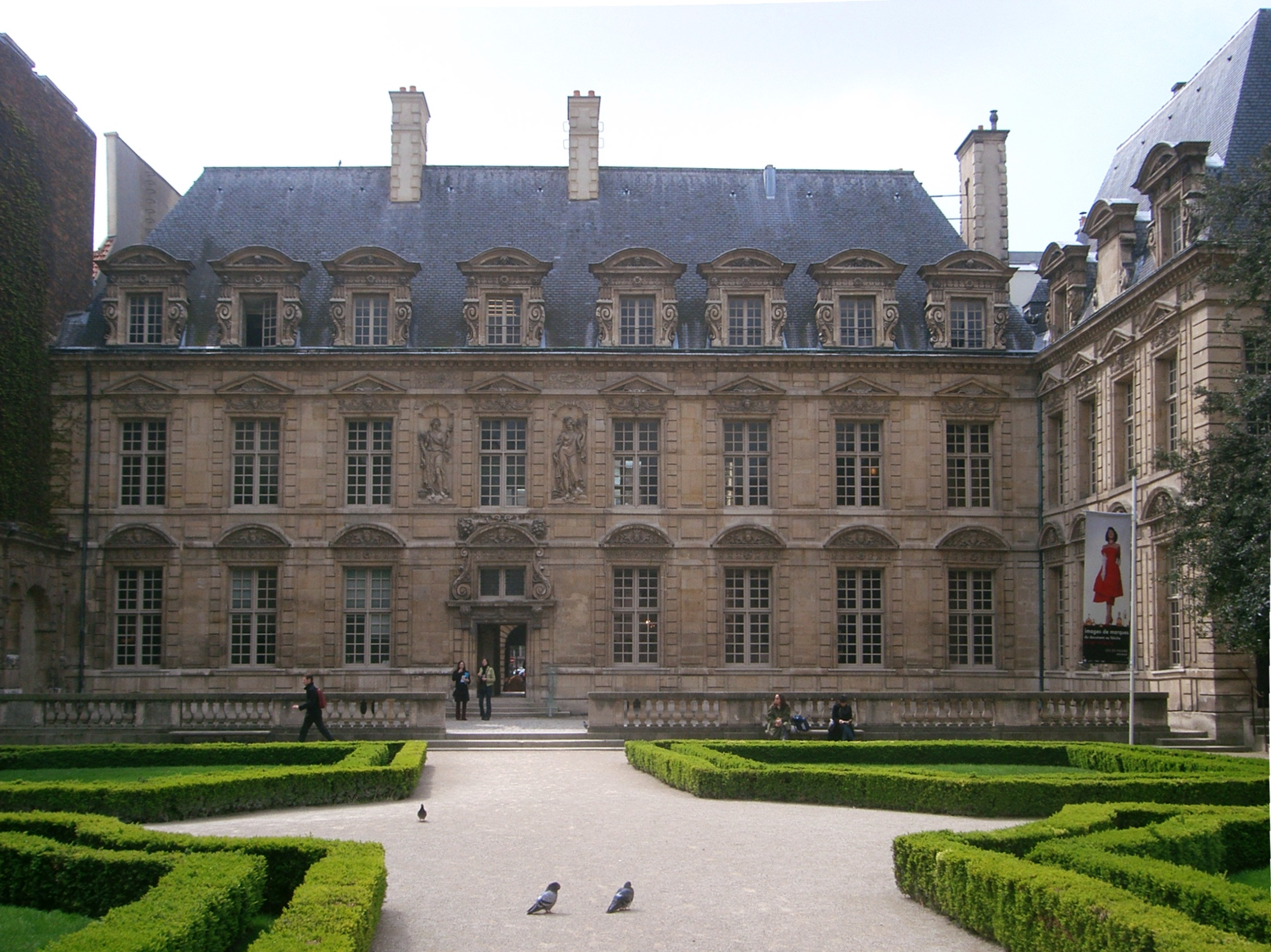
Façade (nord) sur jardin avec sa terrasse fermée par une balustrade, offrant un promenoir dominant l'espace végétalisé.
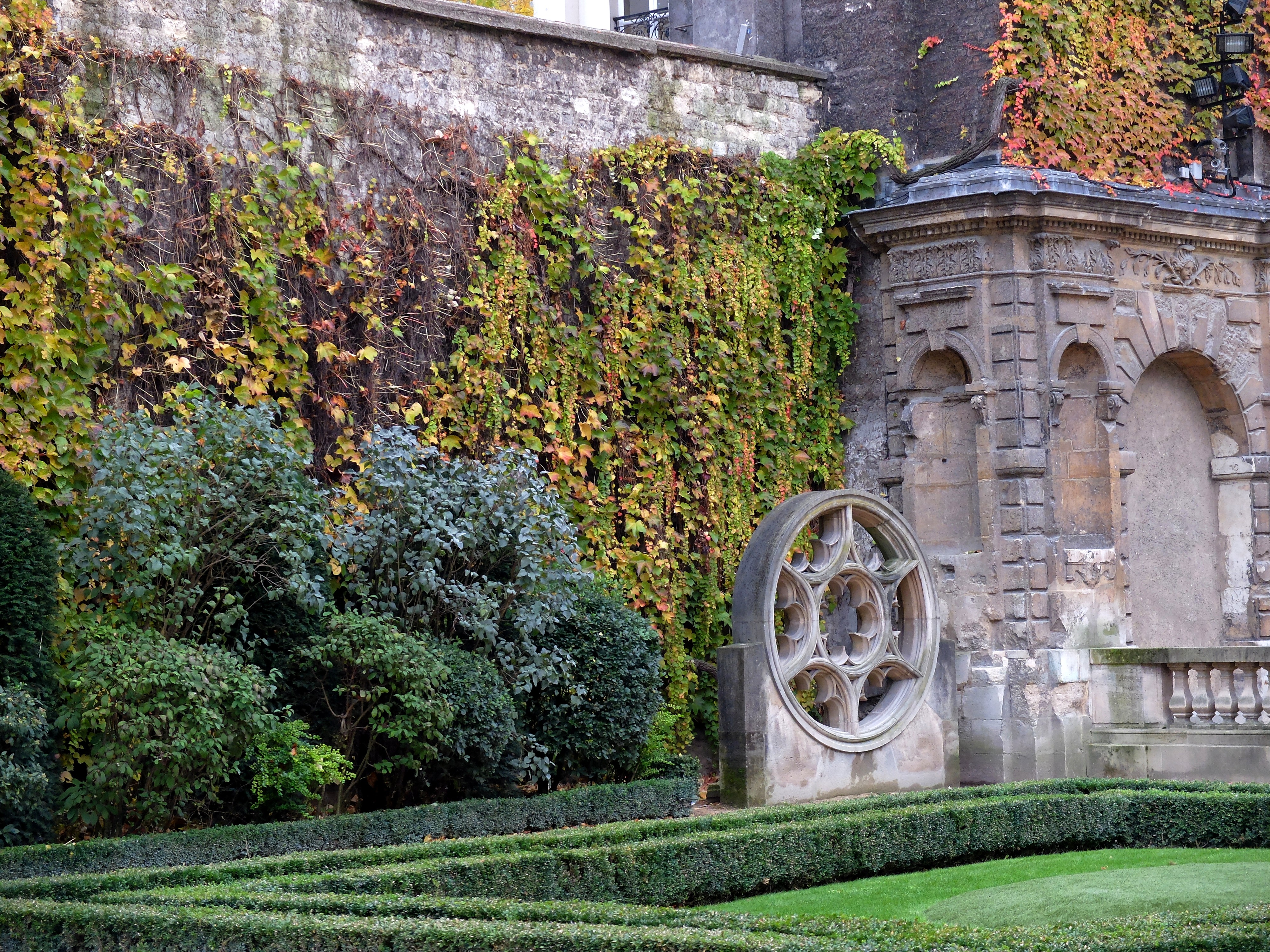
Rosace[28] du jardin et mur renard de la terrasse[29].
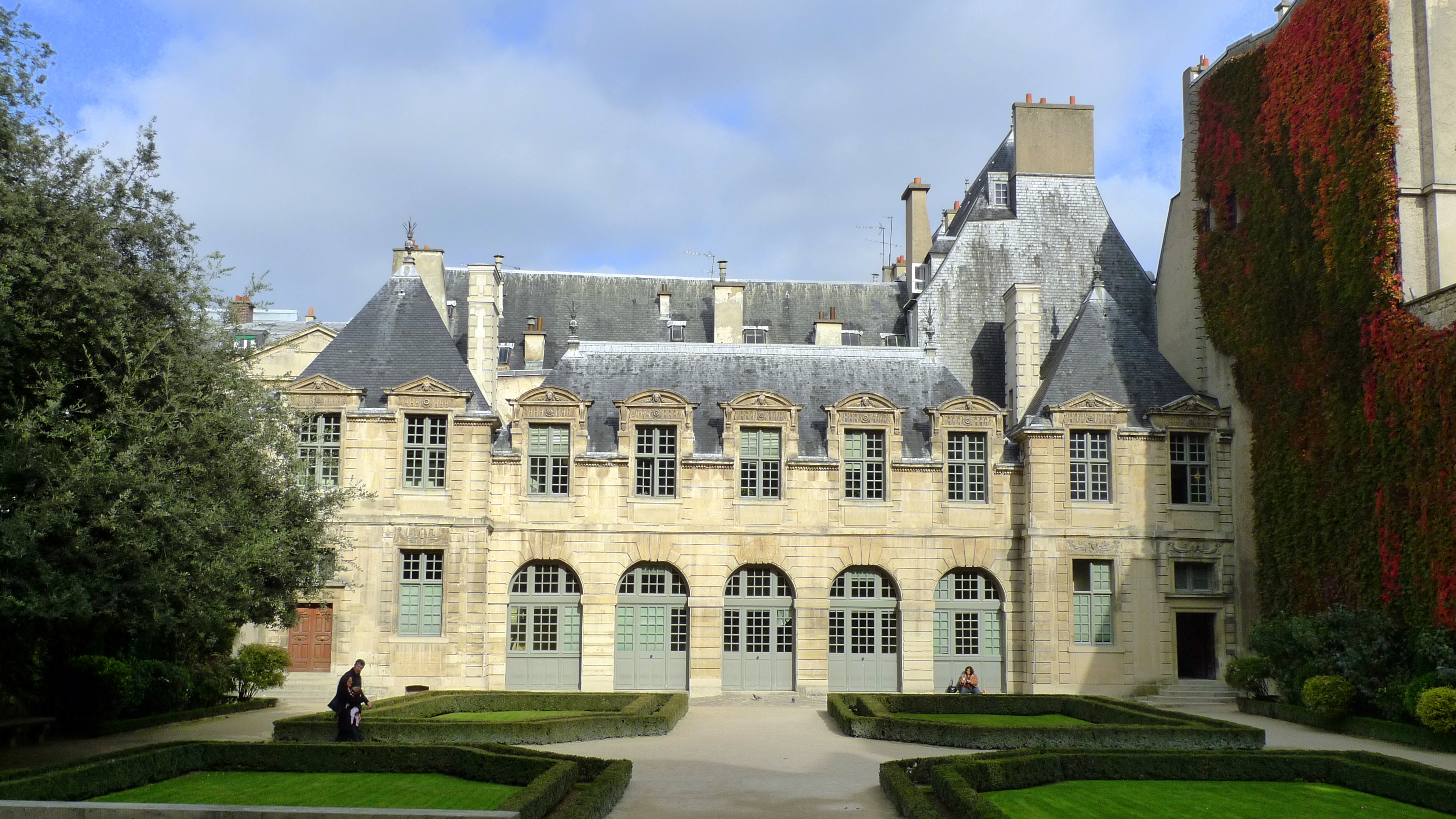
Jardin aux parterres de pelouse délimités par des bordures de buis et orangerie.
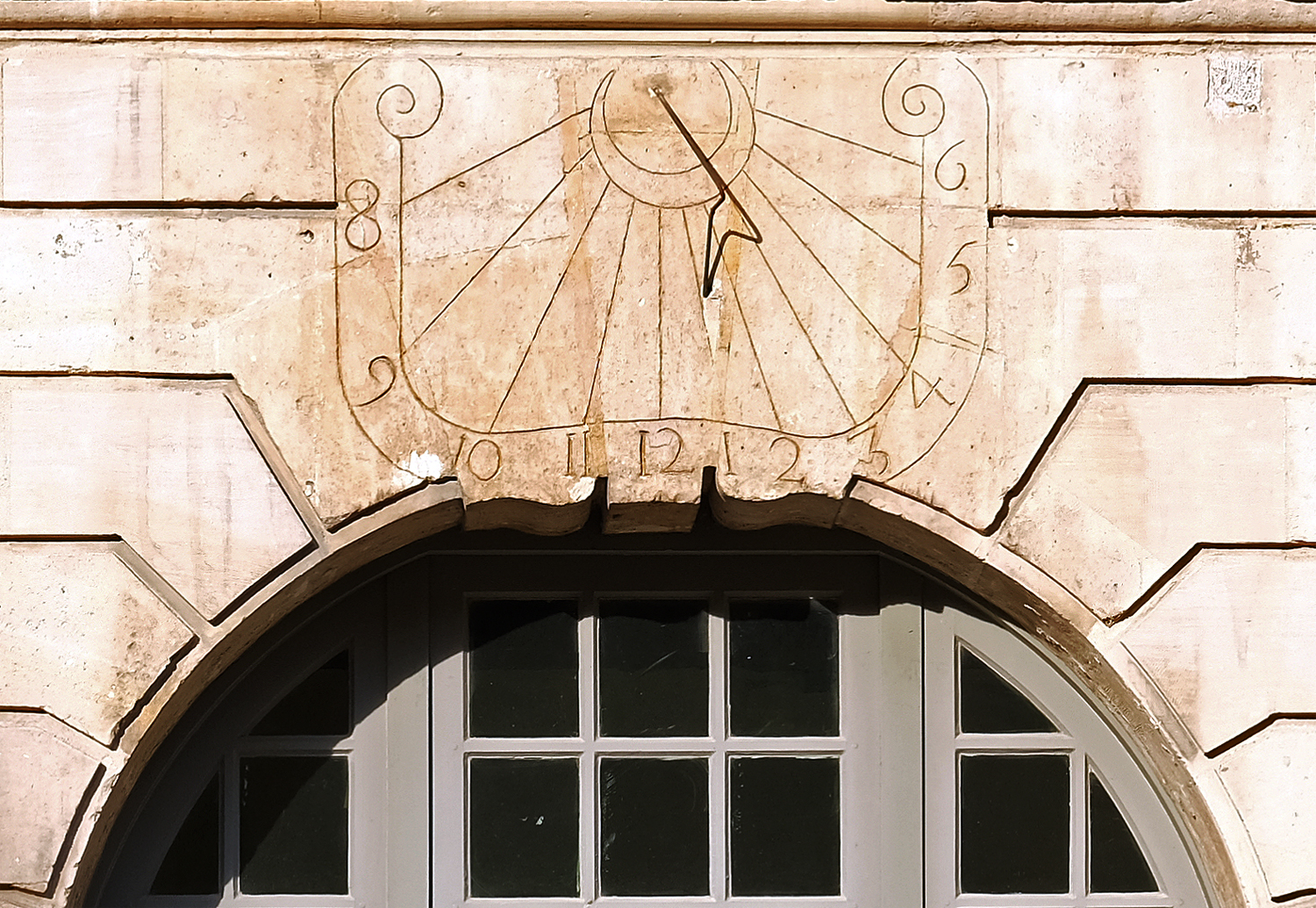
Cadran solaire de l'orangerie[30].
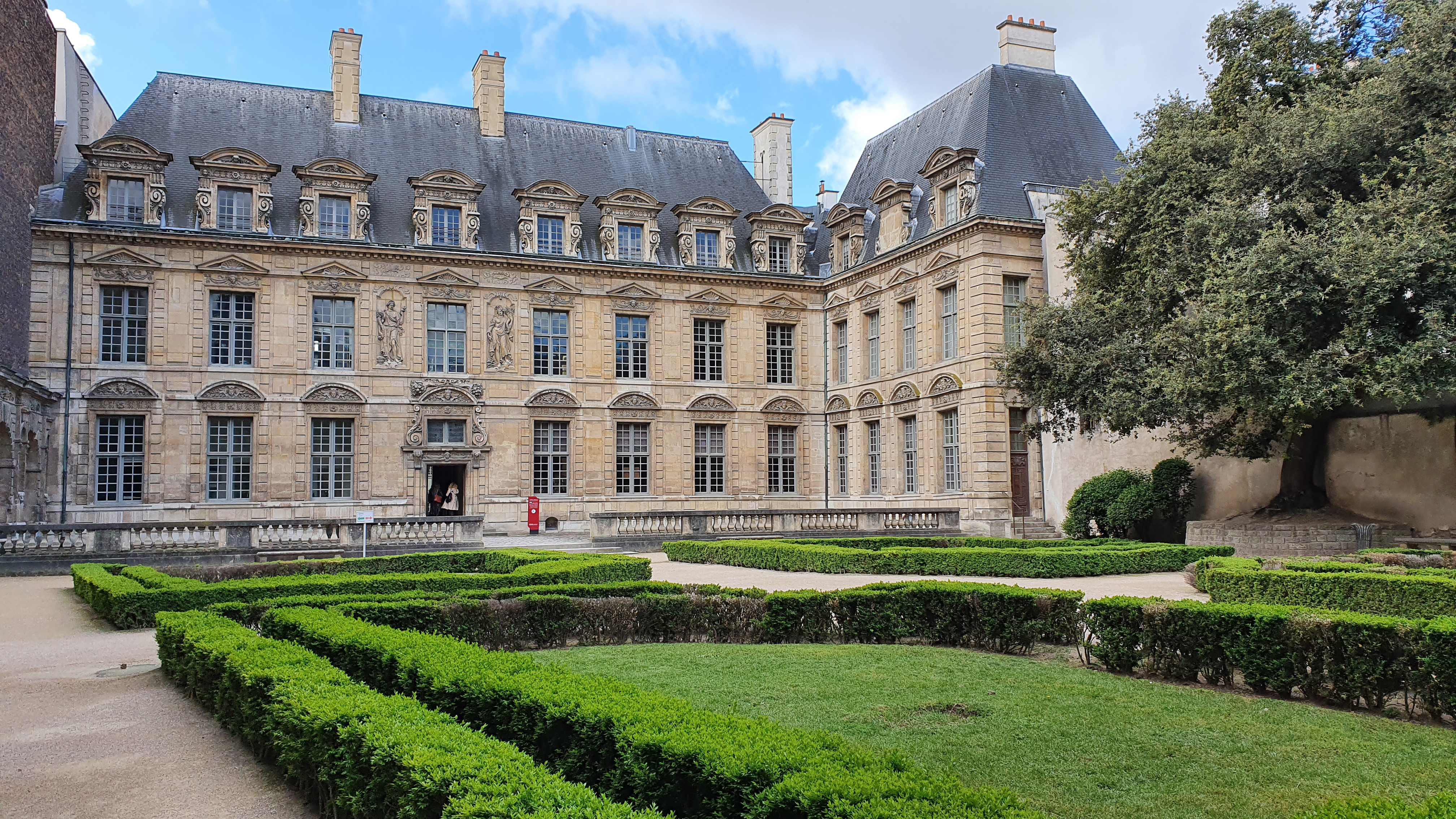
Vue de la cour avec son chêne vert pluricentenaire.